# Новоселец
Новосèлец е село в Югоизточна България, община Нова Загора, област Сливен.

## География
Село Новоселец се намира на около 47 km юг-югозападно от областния център град Сливен, около 22 km юг-югоизточно от общинския център град Нова Загора и около 13 km източно от град Раднево. Разположено е в източната част на Старозагорското поле на Горнотракийската низина, на около 6 km северозападно от язовир Овчарица. Надморската височина в центъра му при сградата на кметството е около 146 m.
Климатът е преходно-континентален; почвите в землището на селото са преобладаващо смолници.
През селото минава второкласният републикански път II-55, който води: на югоизток от Новоселец през селата Радецки и Полски Градец до връзка при град Свиленград с автомагистрала „Марица“; на запад от Новоселец през сел Млекарево и град Нова Загора до връзки с първокласния Подбалкански път и нататък отвъд Стара планина в близост с град Дебелец с първокласния републикански път I-5. В село Новоселец път II-55 прави връзка с второкласния републикански път II-57, който води на запад през село Пет могили и град Раднево към град Стара Загора.
Землището на село Новоселец граничи със землищата на: село Пет могили на запад и северозапад; село Млекарево на север; село Еленово на североизток; село Бял кладенец на изток; село Радецки на югоизток; село Ковачево на юг; село Гледачево на югозапад.
В землището на Новоселец има 6 микроязовира.
Населението на село Новоселец, наброявало 1543 души при преброяването към 1934 г. и 1686 към 1946 г., намалява до 772 към 1992 г. и 303 (по служебен документ на НСИ от 2022-12-31) към 2022 г.
При преброяването на населението към 1 февруари 2011 г., от обща численост 436 лица, за 390 лица е посочена принадлежност към „българска“ етническа група, за 12 – към „турска“, за 24 – към „ромска“ и за 8 – „не отговорили“, а за принадлежност към „други“ и „не се самоопределят“ не са посочени конкретни данни.

## История
Първи сведения за съществуването на заселници в село Новоселец има в стари турски данъчни регистри на сливенския санджак, намиращи се в Националната библиотека „Св. св. Кирил и Методий“ под името „Мезраа Мирахур Кьосеолу“ – разработена земя (чифлик) на Кьосето.
След Руско-турската война (1877 – 1878 г.) по Берлинския договор 1878 г. селото – тогава с име Кьосе махле – остава в Източна Румелия; присъединено е към България след Съединението 1885 г.. Село Кьосе махле е преименувано на Новоселец през 1906 г.
Училището в селото няма известна дата на основаване – предполага се, че още преди Освобождението към църквата е имало две класни стаи, в които са се обучавали деца. След Освобождението е изградена училищна сграда от две стаи. През 1925 г. училището има 4 класа. При Чирпанското земетресение през 1928 г. училището е полусрутено и става необитаемо. Временно занятията се водят на открито, а от следващата 1928/1929 учебна година занятията се водят в частна сграда. През учебната 1931/1932 г. се открива първи прогимназиален клас. През следващите години се откриват още два прогимназиални класа. Нужна е нова училищна сграда, чийто строеж започва през 1936 г. с активното участие на населението. През 1937 г. е завършен първият етап на строежа, а вторият етап – през 1961 г. През 1959/1960 г. се откриват VIII клас и полуинтернат към училището. Училището носи името на д-р Петър Берон. През 1960/1961 г. е направена пристройка (разширение) на училището, а от 1977 г. то разполага и с физкултурен салон. Училището в село Новоселец е закрито през – вероятно – 1990 г., откогато датират последните му архивни документи.
Църквата „Света Троица“ е построена през 1878 г.; иконите са дело на Иван Кънчев.
Читалище „Пробуда“ е основано през 1928 г.

## Обществени институции
Село Новоселец към 2024 г. е център на кметство Новоселец.
В село Новоселец към 2024 г. има:
- действащо читалище „Пробуда – 1928“;[14][15]
- православна църква „Света Троица“;[16]
- пощенска станция.[17]

## Културни и природни забележителности
През 1966 г. при прокопаване на напоителен канал на километър южно от Новоселец е била разрушена малка надгробна могила, в която са намерени: бронзова хидрия – датираща от края на 5 век пр.н.е. и червенофигурен кратер – датиращ от 4 век пр.н.е. Това е период на засилено колонизиране на Тракия от гърците. Предполага се, че предметите са с гръцки произход и са били притежание на влиятелен тракийски вожд. В района на Новоселец има 25 надгробни тракийски могили. На километър западно от селото се намират 7 могилни некропола, като 5 от тях са доста големи и високи. Пак на запад от седемте има една малка и ниска могила, известна на населението с името „Бабъта“. На километър от селото на изток се намират 2 големи могилни некропола, наречени „Османовите могили“, защото по време на османската власт са били обградени от имотите на богатия турчин Хаджи Осман от съседното турско село Субашкьой. На 2 km североизточно от селото има малка могила със забит на върха ѝ голям четириъгълен камък, поради което турците са я нарекли „Таш тепе“ (могила с камък). На юг от селото, на стария път за село Ковачево, се намират два малки могилни некропола. Има още доста малки могили, разпръснати из почти всички местности на селото.
На изток от селото, върху една издигната част от терена, са намерени остатъци от стар строеж – част от укрепен пункт, охраняващ гръцкото селище в местността по на север „Серет Дере“. По време на османската власт, южно от селото от двете страни на „Селската река“, се е намирало село Вардакьой, чиито жители са служили за охрана на пътя за Одрин („Големият царски път“, водещ от Белград презз Ниш, София, Пловдив, Одрин до Цариград.
В околностите на село Новоселец е намерена надгробна плоча, поставена от сина на убит в сражение с варварите гръцки войник (във войната със северните скитски племена). Надписът на плочата гласи „Свята плоча. Бащата Георги почина. Убит от оръжието на варварите в отсъствието на сина, който му сътвори в скоро време този паметник.“
По време на римското нашествие около 150 г. пр.н.е. римляните са построили укрепен пункт на мястото на старото гръцко селище в местността „Серет дере“ (на 2 km североизточно от селото). Това римско укрепено селище е обозначавало източната граница на областта Августа Траяна. От това селище има запазени 2 правоъгълни колони: едната с гръцки надпис, а другата с латински. Колоните са вградени в западната част на църквата в Новоселец. Колоните са били издигнати от народния съвет на Августа Траяна.
В същото селище са намерени сребърни монети от Гордиан III (238 – 244 г.), тракийски конник (бронзова пластика), както и бронзова апликация за колесница, изкопана през 1938 г. от Кънчо Добрев, който имал нива в тази местност. От същото място е запазен и капител – мраморна глава на глиган. Апликацията и капителят се съхраняват в историческия музей в Нова Загора. Надписът на северната колона гласи: „Съветът и народът на Августа Траяна, през време на управлението на отличния Флавий Паладий, издигнаха паметник в чест на великия Флавий Константин, бранител на мира и водач към всяко щастие, който ни напомня за всички непрекъснати безкръвни победи и си е спечелил званията на Автократорите и на вечните Августи.“ Надписът на южната колона гласи: „Антони Марцелан, Домиций Леонтин и Фабий Тициан, прославни мъже, префекти на претория, през управлението на отличния мъж Паладий, презес на провинция Тракия, посветиха този паметник в чест на Флавий Кл. Константин, победител, триумфатор и вечен Август.“
В античното селище е намерена подставка от статуя на Константин Велики, издигната от град Августа Траяна. Тази находка се смята като указание за източната граница на територията на Августа Траяна. Римското селище е билоо нещо повече от укрепен граничен пункт, ако се съди по намерените остатъци от строителство – обли и правоъгълни колони мраморни колони. Всички тези материали са доставяни от далечни райони, тъй като в този край няма подобни материали.